# Le Joueur de tamtam
Les Joueurs de tamtam ou De tamtamkloppers en Néerlandais est le vingt-sixième album de bande dessinée de la série Bob et Bobette. Il porte le numéro 88 de la série actuelle. Il a été écrit par Willy Vandersteen et publié dans De Standaard et Het Nieuwsblad du 7 avril 1953 au 13 août 1953.

## Synopsis
Nos amis partent au Congo pour découvrir le secret du père de Lambique. Alors qu’ils passent la nuit dans une forêt vierge ils sont surpris et attaqués par des singes anthropoïdes qui jouent du tamtam. Puis il y a aussi Col Raide qui poursuit Bob et Bobette. L’enjeu de toute cette agressivité est le chapeau du père de Lambique. Mérite-t-il vraiment un tel intérêt ?

## Personnages
- Bobette
- Bob
- Lambique
- Sidonie
- Jérôme
- Arthur
- Papalambick (première apparition)

## Lieux
- Belgique
- Congo

## Autour de l'album
- De Standaard a publié un récit plus court entre cet album et le suivant, Le Cœur volant, qui est paru en français en 1982 dans l'album 188, Adorable Neigeblanche.

- L'histoire montre que Lambique et Arthur n'ont jamais connu leur mère.
- Dans l'histoire, les personnages interagissent avec la  composition de la bédé en elle-même . Jérôme utilise sa bulle de dialogue comme parachute. Lambique gomme sa batte et en tire une plus grosse à la place. Puis il frappe Bibop derrière l'une des cases de l'album.
- Bibop est un jeu de mots sur le bebop , un style de jazz moderne .
- Le nom du pays dans l'édition originale est le Rotswana et est une allusion au Botswana[2] .  Depuis Le singe volant, Arthur vivait toujours au Dongo (« Congo »). Le choix d'une allusion au Botswana est d'autant plus remarquable que, contrairement au Congo, il ne s'agit pas d'une colonie belge mais britannique.

## Éditions
- De tamtamkloppers, Standaart, 1953 : Édition originale en néerlandais
- Le Joueur de tam-tam, Erasme, 1954 : Première édition comme numéro 10 de la série rouge en bichromie.
- Le Joueur de tamtam, Erasme, 1969 : Réédition comme numéro 88 de la série actuelle en quadrichromie.